# Rally Il Ciocco e Valle del Serchio

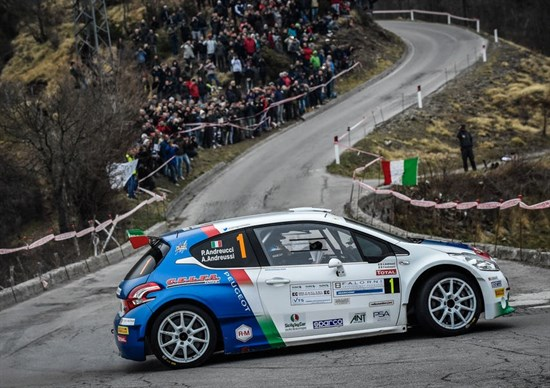
Andreucci-Andreussi durante la prova speciale "Massa-Sassorosso" dell'edizione 2017

Il Rally Il Ciocco e Valle del Serchio è un evento rallystico che si disputa dal 1976 sulle strade delle montagne della provincia di Lucca. È una storica tappa del Campionato Italiano Rally (CIAR), mentre in passato è stato valido anche per il Campionato Europeo Rally.

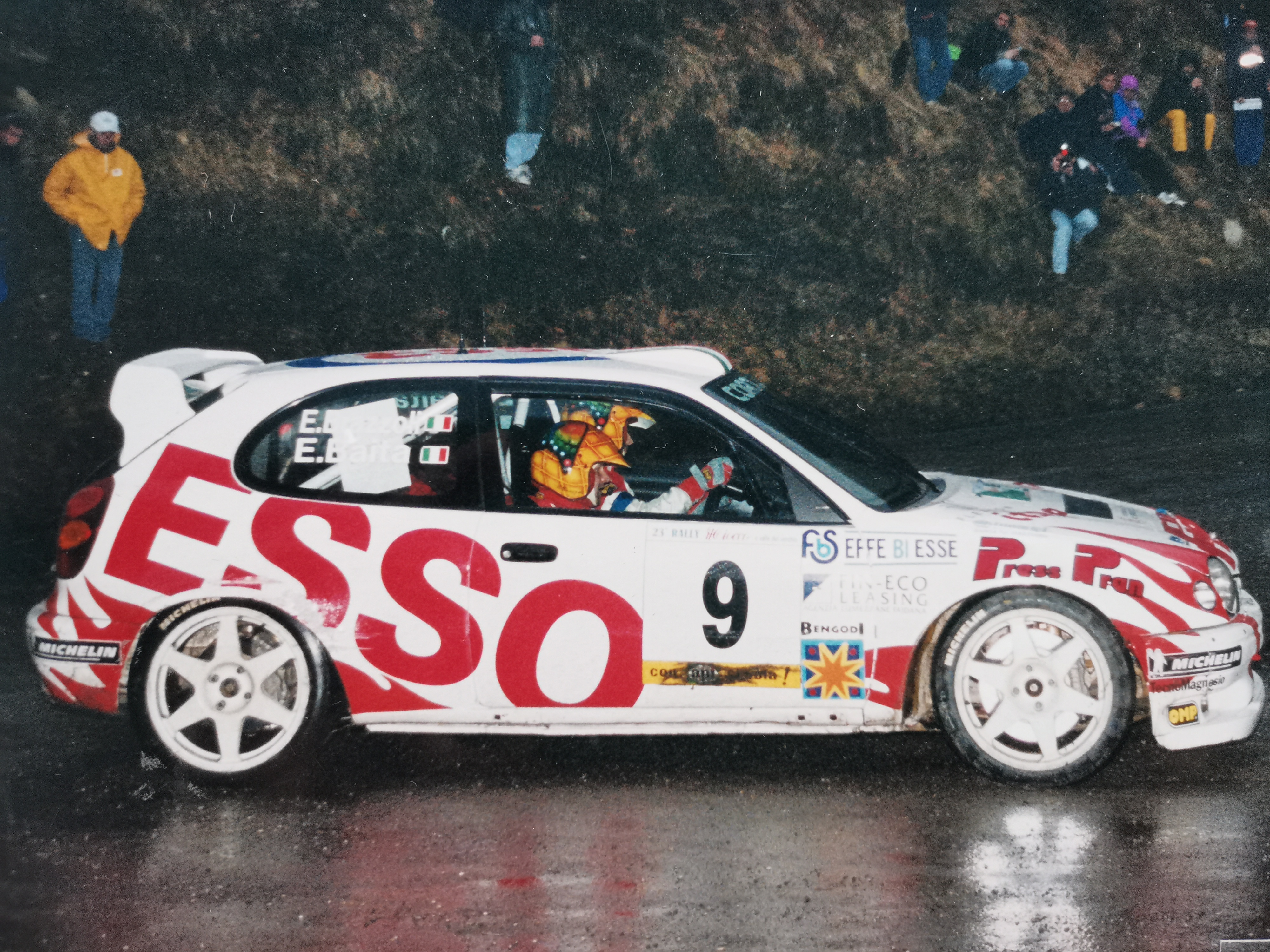
Ettore Baita ed Enrico Brazzoli nel corso dell'edizione del 2000

## Albo d'oro
| Anno | Denominazione                            | Equipaggio                             | Vettura                  | Validità |
| ---- | ---------------------------------------- | -------------------------------------- | ------------------------ | -------- |
| 1976 | 1° Rally del Ciocco                      | Carello Antonio-Bernacchini Arnaldo    | Lancia Stratos HF        |          |
| 1977 | 2° Rally Ciocco                          | Vudafieri Adartico-Salvador Claudio    | Lancia Stratos HF        | CIR      |
| 1978 | 3° Rally Ciocco                          | Vudafieri Adartico-Mannini Mauro       | Lancia Stratos HF        | CIR      |
| 1979 | 4° Rally del Ciocco e Valle del Serchio  | Vudafieri Adartico-Perissinot Maurizio | Fiat 131 Abarth          | ERC, CIR |
| 1980 | 5° Rally del Ciocco e Valle del Serchio  | Vudafieri Adartico-Penariol Fabio      | Fiat 131 Abarth          | ERC, CIR |
| 1981 | 6° Rally Il Ciocco e Valle del Serchio   | Bettega Attilio-Perissinot Maurizio    | Fiat 131 Abarth          | ERC, CIR |
| 1982 | 7° Rally Il Ciocco e Valle del Serchio   | Tognana Tonino-De Antoni Massimo       | Ferrari 308 GTB          | ERC, CIR |
| 1985 | 8° Rally Il Ciocco e Valle del Serchio   | Cunico Gianfranco-Scalvini Pierangelo  | Lancia 037 Rally         | ERC      |
| 1986 | 9° Rally Il Ciocco e Valle del Serchio   | Cunico Gianfranco-Scalvini Pierangelo  | Lancia 037 Rally         | CIR      |
| 1987 | 10° Rally del Ciocco e Valle del Serchio | Trombi Riccardo-Trombi Massimo         | Lancia 037 Rally         | CIR      |
| 1988 | 11° Rally del Ciocco e Valle del Serchio | Cunico Gianfranco-Sghedoni Massimo     | Ford Sierra RS Cosworth  | CIR      |
| 1989 | 12° Rally del Ciocco e Valle del Serchio | Deila Romeo-Giachino Claudio           | Lancia Delta Integrale   | CIR      |
| 1990 | 13° Rally del Ciocco e Valle del Serchio | Aghini Andrea-Farnocchia Sauro         | Peugeot 405 Mi16         | CIR      |
| 1991 | 14° Rally del Ciocco e Valle del Serchio | Deila Piergiorgio-Scalvini Pierangelo  | Lancia Delta Integrale   | Aperol   |
| 1992 | 15° Rally del Ciocco e Valle del Serchio | Cunico Gianfranco-Evangelisti Stefano  | Ford Sierra RS Cosworth  | CIR      |
| 1993 | 16° Rally del Ciocco e Valle del Serchio | Pianezzola Gilberto-Roggia Loris       | Lancia Delta Integrale   | CIR      |
| 1994 | 17° Rally del Ciocco e Valle del Serchio | Longhi Piero-Fabrizia Pons             | Toyota Celica Turbo      | ERC      |
| 1995 | 18° Rally del Ciocco e Valle del Serchio | Cunico Gianfranco-Evangelisti Stefano  | Ford Escort RS Cosworth  | ERC      |
| 1996 | 19° Rally del Ciocco e Valle del Serchio | Navarra Andrea-Casazza Renzo           | Subaru Impreza 555       | CIR      |
| 1997 | 20° Rally del Ciocco e Valle del Serchio | Aghini Andrea-Roggia Loris             | Toyota Celica Turbo      | ERC      |
| 1998 | 21° Rally del Ciocco e Valle del Serchio | Navarra Andrea-Casazza Renzo           | Subaru Impreza 555       | ERC, CIR |
| 1999 | 22° Rally del Ciocco e Valle del Serchio | Cunico Gianfranco-Pirollo Luigi        | Subaru Impreza S5        | ERC, CIR |
| 2000 | 23° Rally del Ciocco e Valle del Serchio | Longhi Piero-Baggio Lucio              | Toyota Celica WRC        | ERC, CIR |
| 2001 | 24° Rally del Ciocco e Valle del Serchio | Andreucci Paolo-Giusti Alessandro      | Ford Focus WRC           | ERC, CIR |
| 2002 | 25° Rally del Ciocco e Valle del Serchio | Travaglia Renato-Zanella Flavio        | Peugeot 206 WRC          | ERC, CIR |
| 2003 | 26° Rally del Ciocco e Valle del Serchio | Basso Giandomenico-Dotta Mitia         | Fiat Punto S1600         | ERC, CIR |
| 2004 | 27° Rally del Ciocco e Valle del Serchio | Andreucci Paolo-Andreussi Anna         | Fiat Punto S1600         | CIR      |
| 2005 | 28° Rally del Ciocco e Valle del Serchio | Longhi Piero-Imerito Maurizio          | Subaru Impreza STi       | CIR      |
| 2006 | 29° Rally del Ciocco e Valle del Serchio | Andreucci Paolo-Andreussi Anna         | Fiat Abarth Grande Punto | CIR      |
| 2007 | 30° Rally del Ciocco e Valle del Serchio | Andreucci Paolo-Andreussi Anna         | Mitsubishi Lancer Evo IX | CIR      |
| 2008 | 31° Rally del Ciocco e Valle del Serchio | Longhi Piero-Imerito Maurizio          | Subaru Impreza STi       | CIR      |
| 2009 | 32° Rally del Ciocco e Valle del Serchio | Travaglia Renato-Granai Lorenzo        | Fiat Abarth Grande Punto | CIR      |
| 2010 | 33° Rally Il Ciocco e Valle del Serchio  | Pedersoli Luca-Romano Matteo           | Ford Focus RS WRC        | TRA      |
| 2011 | 34° Rally Il Ciocco e Valle del Serchio  | Andreucci Paolo-Andreussi Anna         | Peugeot 207 S2000        | CIR      |
| 2012 | 35° Rally Il Ciocco e Valle del Serchio  | Andreucci Paolo-Andreussi Anna         | Peugeot 207 S2000        | CIR      |
| 2013 | 36° Rally Il Ciocco e Valle del Serchio  | Basso Giandomenico-Dotta Mitia         | Peugeot 207 S2000        | CIR      |
| 2014 | 37° Rally Il Ciocco e Valle del Serchio  | Basso Giandomenico-Dotta Mitia         | Ford Fiesta R5           | CIR      |
| 2015 | 38° Rally Il Ciocco e Valle del Serchio  | Perico Alessandro-Turati Mauro         | Peugeot 208 T16          | CIR      |
| 2016 | 39° Rally Il Ciocco e Valle del Serchio  | Andreucci Paolo-Andreussi Anna         | Peugeot 208 T16          | CIR      |
| 2017 | 40° Rally Il Ciocco e Valle del Serchio  | Campedelli Simone-Ometto Pietro Elia   | Ford Fiesta R5           | CIR      |
| 2018 | 41° Rally Il Ciocco e Valle del Serchio  | Andreucci Paolo-Andreussi Anna         | Peugeot 208 T16          | CIR      |
| 2019 | 42° Rally Il Ciocco e Valle del Serchio  | Basso Giandomenico-Granai Lorenzo      | Skoda Fabia R5           | CIR      |
| 2020 | 43° Rally Il Ciocco e Valle del Serchio  | Crugnola Andrea-Ometto Pietro Elia     | Citroen C3 R5            | CIR      |
| 2021 | 44° Rally Il Ciocco e Valle del Serchio  | Neuville Thierry-Wydaeghe Martijn      | Hyundai I20 R5           | CIR      |
| 2022 | 45° Rally Il Ciocco e Valle del Serchio  | Crugnola Andrea-Ometto Pietro Elia     | Citroen C3 Rally 2       | CIR      |
| 2023 | 46° Rally Il Ciocco e Valle del Serchio  | Crugnola Andrea-Ometto Pietro Elia     | Citroen C3 Rally 2       | CIR      |
| 2024 | 47° Rally Il Ciocco e Valle del Serchio  | Crugnola Andrea-Ometto Pietro Elia     | Citroen C3 Rally 2       | CIR      |
| 2025 | 48° Rally Il Ciocco e Valle del Serchio  | Giandomenico Basso Lorenzo Granai      | Škoda Fabia RS Rally2    | CIR      |